# Breite Straße 23 (Wernigerode)

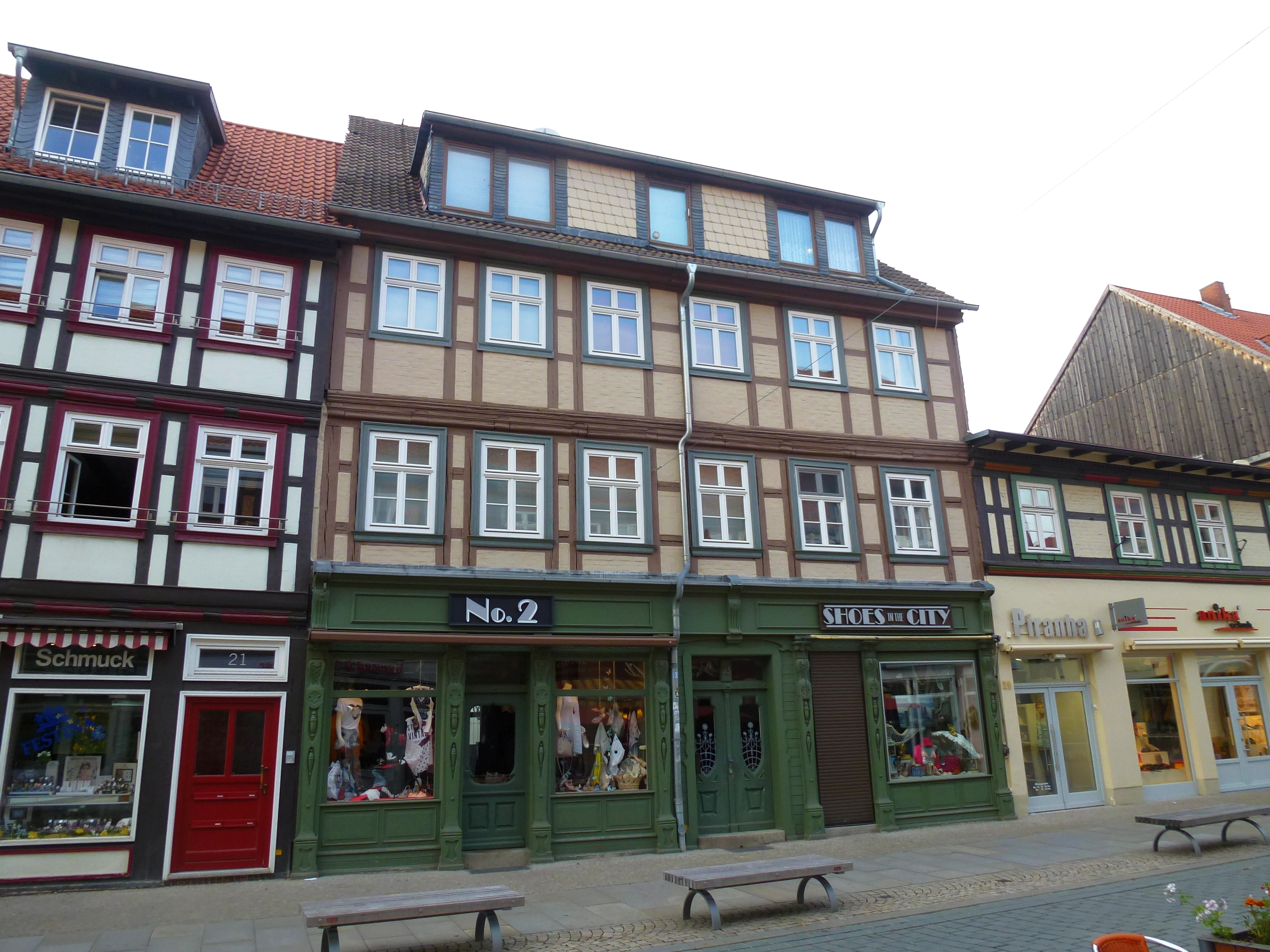
Wohn- und Geschäftshaus Breite Straße 23 in Wernigerode

Das Haus Breite Straße 23 ist ein denkmalgeschütztes Wohn- und Geschäftshaus in der Stadt Wernigerode im Landkreis Harz in Sachsen-Anhalt.

## Architektur und Geschichte
Das dreigeschossige Gebäude befindet sich auf der Breiten Straße, einer Hauptgeschäftsstraße in der Stadt. Im ausgebauten Dach befindet sich eine durchgängige Dachgaube mit fünf zur Breiten Straße zeigenden Fenstern. Die Straßenfront des Gebäudes ist mit funktionellem, einfachem Fachwerk errichtet worden.
In der unteren Etage des Gebäudes befinden sich bereits seit dem Ende des 19. Jahrhunderts Ladengeschäfte. Besonders hervorzuheben sind die sieben hölzernen Stützpfeiler im Erdgeschoss, die durch mehrere Schnitzereien verziert sind. Ebenfalls stark verziert ist die Eingangstür in das Wohngebäude. Daneben befinden sich links und rechts Türen in die beiden Geschäfte.
Vor 1895 trug das Gebäude die Bezeichnung Breite Straße 194. Es handelte sich damals um ein Wohnhaus mit Hofraum, Brauhaus links, Mälzerei, Stall links, Scheune quer, zwei Ställe rechts, 1881/82 Neubau Wärterhaus.
Am 25. April 1887 wurde das Haus durch ein Feuer vollständig zerstört. In den Jahren 1890/91 erfolgte der Wiederaufbau als Wohnhaus mit Hofraum (1905 Umbau), Waschhaus (1905 Abbruch und Neubau), Brauhaus mit Stall und Eiskeller, Schuppen hinten, Stall und Schuppen rechts. Besitzer des Hauses war zum damaligen Zeitpunkt der Bierbrauer und Brauereibesitzer Heinrich Kaufmann.
Unmittelbar rechts neben dem Haus schlug im Februar 1944 eine Fliegerbombe ein und zerstörte die Obergeschosse des benachbarten Café Ahrens.
Im Denkmalverzeichnis der Stadt Wernigerode ist das Haus als Baudenkmal unter der Erfassungsnummer 094 03261 verzeichnet.